# 11947 Kimclijsters
11947 Kimclijsters è un asteroide della fascia principale. Scoperto nel 1993, presenta un'orbita caratterizzata da un semiasse maggiore pari a 3,2101099 UA e da un'eccentricità di 0,2018926, inclinata di 0,20256° rispetto all'eclittica.
È intitolato a Kim Clijsters, tennista belga.